# 皆川裕史
皆川裕史（1970年－），昵称Nigoro，是日本电子游戏美工家、设计师与总监。

## 职业生涯
皆川曾和松野泰己与吉田明彦一起就职于Quest，1995年他们决定一起跳到史克威尔工作。他继续和二人合作，担任了《最终幻想战略版》和《放浪冒险谭》的艺术总监。他最初负责《最终幻想XII》项目的图形与实时可视化总监。然而原总监松野因病离开公司后，皆川便和伊藤裕之共同担任游戏总监。他认为，最终幻想作品创作的压力使他更为果断。皆川最喜欢团队连续提出新创意的一段时间，然而为了完成游戏，他不得不放弃许多设想。
继重制《最终幻想战略版》后，他们又决定重制Quest的《皇家骑士团 命运之轮》。皆川监督游戏，并承担聚集1995年原开发成员的艰苦任务——其中包括已在其它公司就职的松野。皆川在完成这项工作后，便被《最终幻想XIV》团队邀请担任用户界面和网页设计师。这是挽救最初获媒体和玩家差评的游戏的一环。总监吉田直树认为，由《最终幻想XII》总监之一来单独负责《最终幻想XIV》的一个环节，从一方面表达了史克威尔艾尼克斯对改善游戏认真的事实。

## 作品

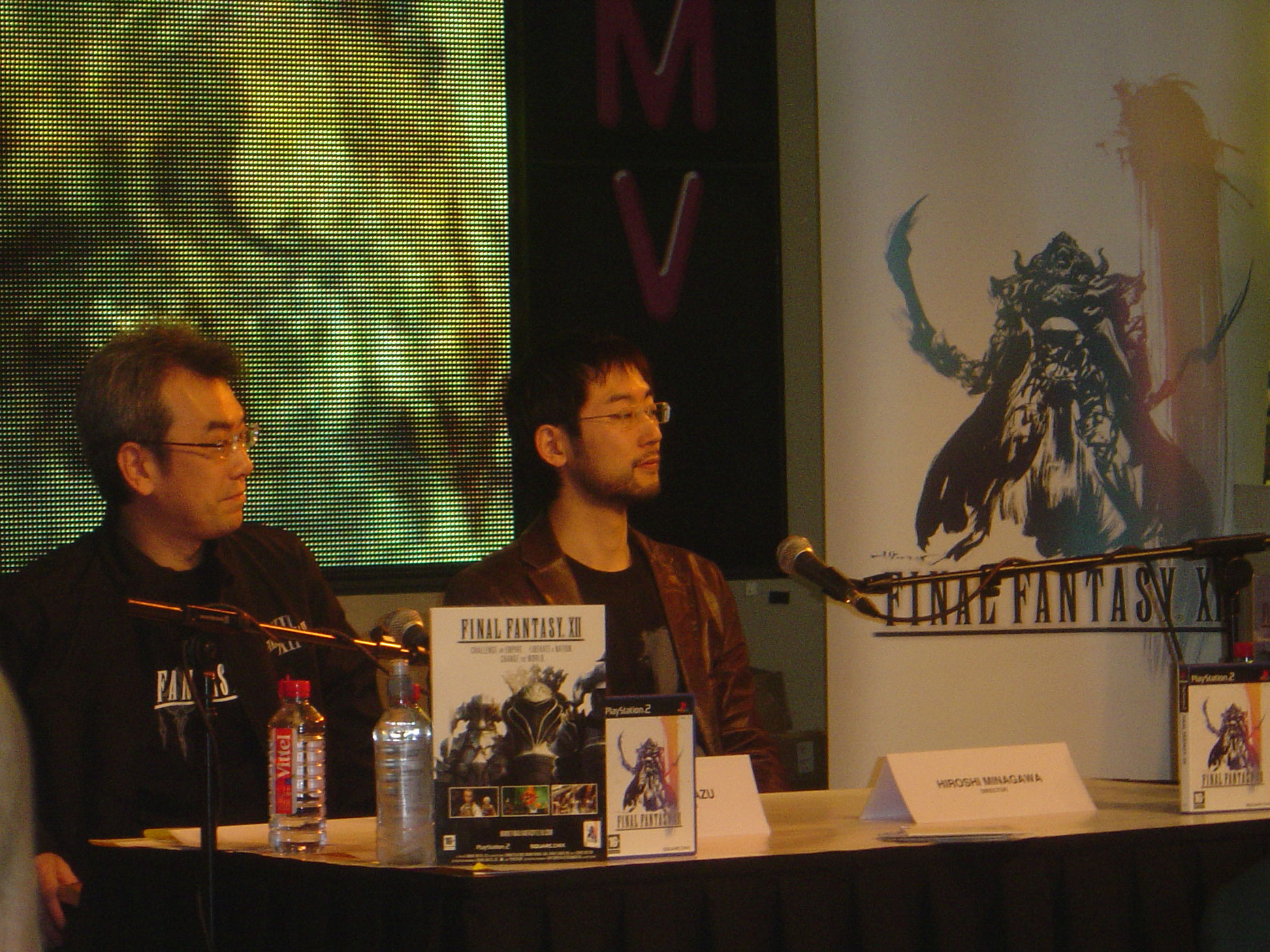
皆川裕史（右）和河津秋敏（左）在2007年伦敦《最终幻想XII》HMV发布会上

| 发行年份 | 作品                               | 平台                                  | 职务                                       |
| -------- | ---------------------------------- | ------------------------------------- | ------------------------------------------ |
| 1991     | Magical Chase                      | PC Engine                             | 总监、游戏设计、艺术总监、CG设计           |
| 1993     | 传说的奥迦战争                     | 超级任天堂                            | 艺术总监、主图形设计、图像效果             |
| 1995     | 皇家騎士團2                        | 超级任天堂                            | 艺术总监、系统CG设计                       |
| 1997     | 最终幻想战略版                     | PlayStation                           | 艺术总监、事件导演                         |
| 2000     | 放浪冒险谭                         | PlayStation                           | 艺术总监、角色模型监督、菜单与布局艺术监督 |
| 2000     | 最终幻想IX                         | PlayStation                           | 特别感谢                                   |
| 2003     | 最终幻想战略版Advance              | Game Boy Advance                      | 艺术监督                                   |
| 2006     | 最终幻想XII                        | PlayStation 2                         | 总监、视觉设计、角色纹理监督               |
| 2007     | 最终幻想战略版 狮子战争            | PlayStation Portable                  | 原版职员：艺术总监、事件导演               |
| 2007     | 最终幻想XII国际版 黄道十二职业系统 | PlayStation 2                         | 总监、视觉设计、角色纹理监督               |
| 2007     | 最终幻想战略版A2 封穴的魔法书      | 任天堂DS                              | 视觉设计监督                               |
| 2009     | 魔林谜踪                           | Xbox 360、Windows                     | 特别感谢                                   |
| 2009     | 最终幻想XIII                       | PlayStation 3、Xbox 360               | 水晶工具开发职员                           |
| 2010     | 最终幻想XIV                        | Windows                               | 特别感谢：水晶工具                         |
| 2010     | 皇家骑士团 命运之轮                | PlayStation Portable                  | 总监                                       |
| 2013     | 最终幻想XIV：重生之境              | Windows、PlayStation 3、PlayStation 4 | 主UI艺术家、主页面设计                     |